# چرنوبیل (مینی‌سریال)
چرنوبیل (به انگلیسی: Chernobyl) مینی‌سریالی در ژانر درام تاریخی است که در سال ۲۰۱۹ به نمایش درآمد. این سریال فاجعهٔ هسته‌ای چرنوبیل که در آوریل ۱۹۸۶ در اتحاد جماهیر شوروی سوسیالیستی و تلاش‌های پاک‌سازی بی‌سابقه‌ای که به دنبال آن رخ داد را به تصویر می‌کشد. نویسنده و خالق مجموعه کریگ مازن و کارگردان آن یوهان رنک است. در این سریال از گروهی از بازیگران استفاده شده و جرد هریس، استلان اسکاشگورد و امیلی واتسون از بازیگران اصلی آن به‌شمار می‌روند. چرنوبیل تولید مشترک تلویزیون کابلی آمریکایی اچ‌بی‌او و شبکهٔ تلویزیونی بریتانیایی اسکای است. این مجموعه در ۶ مه ۲۰۱۹ در ایالات متحده و در ۷ مه ۲۰۱۹ در بریتانیا به نمایش درآمد و در ۳ ژوئن ۲۰۱۹ به پایان رسید.
چرنوبیل در هفتاد و یکمین دورهٔ مراسم جوایز امی موفق به دریافت ۱۰ جایزه در بخش‌های مختلف از جمله بهترین مینی‌سریال، بهترین کارگردان تلویزیونی و بهترین فیلمنامه شد. همچنین در هفتاد و هفتمین دوره جوایز گلدن گلوب نیز، چرنوبیل توانست جایزهٔ بهترین مینی‌سریال یا تله‌فیلم را ببرد و اسکاشگورد هم موفق به دریافت جایزهٔ بهترین بازیگر نقش مکمل در سریال، مینی‌سریال یا تله‌فیلم شد. این مجموعه نقدهای مثبتی را از طرف منتقدان دریافت کرده‌است و در زمینهٔ اجراها، فیلم‌برداری، دقت تاریخی، فضاسازی، کارگردانی، فیلم‌نامه، موسیقی و لحن نیز تحسین شده‌است.

## داستان
چرنوبیل، ماجرای واقعی یکی از فجایع انسانی در تاریخ است و داستان تلاش زنان و مردانی را روایت می‌کند که اروپا را از فاجعه نجات دادند. این سریال کوتاه بر روی فاجعه نیروگاه هسته‌ای چرنوبیل که در آوریل ۱۹۸۶ در جمهوری شوروی سوسیالیستی اوکراین (در قلمرو کنونی کشور اوکراینَ) رخ داد متمرکز است و آشکار می‌سازد که چرا و چگونه این حادثه رخ داد و در آن به پنهانکاری شوروی پرداخته‌است.
سوتلانا الکسیویچ، نویسندهٔ بلاروسی برندهٔ جایزهٔ نوبل برای کتاب صداهایی از چرنوبیل گفت: این سریال کوتاه براساس خاطرات مردم محلی پریپیات ساخته شده‌است.
این سریال به بررسی برخی از روایات ناشناخته یا کمتر مورد توجه قرار گرفتهٔ این فاجعه می‌پردازد. از جمله تلاش‌های الکسی آناننکو، والری بیسپالوف و بوریس بارانوف که در قسمت‌های ۲ و ۳ به آنان می‌پردازد. سه مرد که داوطلب می‌شوند به منظور قطع آب، که آن آب می‌توانست وارد هسته شود و انفجار دیگری را رقم زند، وارد زیرزمین نیروگاه شوند. این کار برای جلوگیری از انفجار حرارتی باید انجام می‌گرفت. گزارش‌های رسمی بعدها به این نتیجه رسیدند که اگر این کار انجام نمی‌شد، انفجار حرارتی قطعاً اتفاق می‌افتاد و می‌توانست صدها کیلومتر مربع از فضای غیر مسکونی و مسکونی را دربر بگیرد و آلوده کند. در پایان قسمت ۵ ذکر شد که برخلاف تصور عموم و برخی رسانه‌ها، هر سه داوطلب از هرگونه تأثیر منفی مواد رادیواکتیویته جان سالم به در برده و زنده ماندند.

## بازیگران و شخصیت‌ها

### اصلی
- جرد هریس در نقش «پروفسور والری لگاسف»:[و ۷] مدیر مؤسسهٔ انرژی اتمی کورچاتوف و بخشی از تیم مدیریت فاجعهٔ چرنوبیل.
- استلان اسکاشگورد در نقش «بوریس شربینا»:[و ۸] معاون رئیس هیئت مدیره و رئیس دفتر سوخت و انرژی. او توسط کرملین جهت رهبری کمیسیون دولتی فاجعه چرنوبیل پس از وقوع این حادثه منصوب شد.
- امیلی واتسون در نقش «یولانا خومیوک»: یک دانشمند از مؤسسهٔ انرژی هسته‌ای آکادمی علوم از بلاروس شوروی، که عضو تیم تحقیق در مورد فاجعهٔ چرنوبیل می‌شود. (یک شخصیت خیالی)
- آدام ناگایتیس در نقش "واسیلی ایگناتنکو":[و ۹] آتش‌نشان ۲۵ ساله اهل پریپیات.
- جسی باکلی در نقش «لیودمیلا ایگناتنکو»:[و ۱۰] همسر «وسیلی ایگناتنکو».
- داوید دنسیک در نقش میخائیل گورباچف:[و ۱۱] دبیرکل حزب کمونیست اتحاد جماهیر شوروی
- پاول ریتر در نقش «آناتولی دیاتلوف»:[و ۱۲] معاون ارشد نیروگاه هسته‌ای چرنوبیل.
- سَـم تراوتن در نقش «الکساندر اکیموف»:[و ۱۳] سرپرست شیفت شب.
- رابرت امس در نقش «لئونید تاپتانوف»:[و ۱۴] مهندس ارشد مدیریت رآکتور.
- آدریان رالینز در نقش «نیکولای فومین»:[و ۱۵] مهندس ارشد نیروگاه هسته‌ای چرنوبیل.
- کان اونیل در نقش «ویکتور بریخانوف»:[و ۱۶] مدیر نیروگاه هسته‌ای چرنوبیل
- بری کیوگن در نقش «پاول گریموف»:[و ۱۷] یک غیرنظامی که به عنوان مدیریت «پاک‌کنندگان»[الف] فعالیت می‌کند.
- رالف اینسون در نقش سرلشکر «نیکولای تاراکانف»:[و ۱۸] فرماندهٔ «پاک‌کنندگان» فاجعه.
- مارک لویس جونز در نقش سرهنگ دوم «ولادیمیر پیکالوف»:[و ۱۹] فرمانده نیروهای شیمیایی شوروی.
- الکس فرنس در نقش «آندری گلوخوف»:[و ۲۰] رئیس خدمهٔ معدنچیان.
- اَلن ویلیامز در نقش «ویکتور چارکوف»:[و ۲۱] معاون رئیس کاگ‌ب، یک شخصیت خیالی.
- فارس فارس در نقش «باچو»:[و ۲۲] سرباز روسی
- مایکل مک‌الاتون در نقش «آندری استپاشین»:[و ۲۳] دادستان دادگاه «دیاتلوف»، «بریخانوف» و «فومین»

1. ↑  به کسانی که داوطلبانه یا به اجبار کمک به کم کردن خسارات فاجعه می‌کردند، پاک کننده (به انگلیسی: Liquidator) گفته می‌شد.

### دوره‌ای
- آدام لوندگرن در نقش «ویاچسلاو براجنیک»:[و ۲۴] اپراتور ارشد توربین.
- کارل دیویس در نقش «ویکتور پروکوریاکوف»:[و ۲۵] کار آموز رآکتور هسته‌ای.
- دونالد سامپتر در نقش «ژارکوف»:[و ۲۶] عضو کمیتهٔ اجرایی پریپیات.
- نادیا کلیفورد در نقش "سوتلانا زینچنکو""ویکتور پروکوریاکوف":[و ۲۷] دکتری که «واسیلی ایگناتنکو» و دیگر افراد در معرض تشعشع را درمان می‌کرد.
- بیلی پاستلتویت در نقش «بوریس استلیارچوک»:[و ۲۸] مهندس ارشد رآکتور شمارهٔ ۴.
- جاشوا لیس در نقش «ایگور کیرشنبام»:[و ۲۹] مهندس ارشد توربین در چرنوبیل.
- جـِیمی سیوِس در نقش «آناتولی سیتنیکوف»:[و ۳۰] یک فیزیکدان که برای بازرسی هستهٔ منفجر شده به چرنوبیل فرستاده شد.
- بالتاسار برکی سمپر در نقش «الکسی آناننکو»: یکی از داوطلبانی که برای قطع کردن آب به زیرزمین چرنوبیل رفت تا از انفجار جلوگیری کند.
- فیلیپ بارانتینی در نقش «والری بزپالوف»: یکی از داوطلبانی که برای قطع کردن آب به زیرزمین چرنوبیل رفت تا از انفجار جلوگیری کند.
- اسکار گیسه در نقش «بوریس بارانوف»: یکی از داوطلبانی که برای قطع کردن آب به زیرزمین چرنوبیل رفت تا از انفجار جلوگیری کند.

### مهمان
- ناتاشا رادسکی در نقش خبرنگار روسی
- جی سیمپسون در نقش «والری پیروچنکوف»:[و ۳۱] سرکارگر بخش رآکتور.
- مایکل کالگان در نقش «میخائیل شاذف»:[و ۳۲] وزیر صنعت زغال‌سنگ.
- جیمز کازمو در نقش معدنچی.
- هیلتون مک‌ری در نقش «میلان کادنیکوف»:[و ۳۳] قاضی در دادگاه محاکمهٔ «دیاتلوف»، «بریخانوف» و «فومین» که ریاست دادگاه را به‌عهده داشت.
- کیرن اوبراین در نقش «والری خودمچوک»:[و ۳۴] گردانندهٔ اصلی پمپ آب در شیفت شب در چرنوبیل بود.
- آلکسی مانولوف در نقش «گارو»، یک سرباز آمریکایی که باچو و پاول را همراهی می‌کند.

## قسمت‌ها
| شم. در فصل | عنوان                        | کارگردان  | نویسنده   | تاریخ انتشار اصلی | ایالات متحده تعداد بیننده (میلیون) | تعداد بینندگان در بریتانیا (میلیون) |
| ---------- | ---------------------------- | --------- | --------- | ----------------- | ---------------------------------- | ----------------------------------- |
| ۱          | «۱:۲۳:۴۵»                    | یوهان رنک | کریگ مازن | ۶ مه ۲۰۱۹         | ۰٫۷۵۶ (آمریکا)                     | ۰٫۸۶۱ (انگلستان)                    |
| ۲          | «لطفاً آرامش خود را حفظ کنید» | یوهان رنک | کریگ مازن | ۱۳ مه ۲۰۱۹        | ۱٫۰۰۴ (آمریکا)                     | ۰٫۸۹۱ (انگلستان)                    |
| ۳          | «حفاری گسترده، روی زمین»     | یوهان رنک | کریگ مازن | ۲۰ مه ۲۰۱۹        | ۱٫۰۶۳ (آمریکا)                     | ۱٫۱۰۰ (انگلستان)                    |
| ۴          | «شادی همه بشریت»             | یوهان رنک | کریگ مازن | ۲۷ مه ۲۰۱۹        | ۱٫۱۹۳ (آمریکا)                     | ۱٫۳۱۱ (انگلستان)                    |
| ۵          | «حافظه ابدی»                 | یوهان رنک | کریگ مازن | ۳ ژوئن ۲۰۱۹       | ۱٫۰۸۹ (آمریکا)                     | ۲٫۱۱۲ (انگلستان)                    |

## تولید

### ایدهٔ اولیه

کریگ مازن و یوهان رنک، دو هفته پیش از پخش سریال

کریگ مازن در سال ۲۰۱۴ با تحقیق و خواندن کتب مختلف و گزارش‌های دولت از داخل و خارج از اتحادیه جماهیر شوروی شروع به تحقیق دربارهٔ این حادثه کرد. مازن همچنین با دانشمندان هسته‌ای مصاحبه کرد تا بداند که رآکتور چگونه کار می‌کند و شهروندان سابق شوروی در سال ۱۹۸۶ چه ایده‌هایی از این کار کسب کرده‌اند. مازن نیز چندین زندگی‌نامه را خواند تا صحت و سقم این داستان را به اثبات برساند. او توضیح داد: «وقتی شما داستان‌های شخصی افرادی را می‌خوانید که نزدیک کارخانه زندگی می‌کنند، افرادی که در کارخانه کار می‌کردند، افرادی که به چرنوبیل فرستاده شده‌بودند تا آن را پاک کنند - در آن‌ها واقعاً چیزی وجود دارد که داستان را برای شما زنده می‌کند.»
علاقهٔ مازن به ایجاد این مجموعه از زمانی آغاز شد که او تصمیم گرفت چیزی بنویسد که «نحوهٔ مبارزهٔ ما با جنگ جهانیای که هم‌اکنون در آن قرار داریم» را به تصویر بکشد. یک منبع الهام دیگر این است که او می‌دانست که چرنوبیل منفجر شده، اما نمی‌دانست چرا. او توضیح داد: «من نمی‌دانستم چرا، و من احساس کردم که این شکاف برای دانستن آن در من وجود دارد… بنابراین، من شروع به مطالعه در مورد آن کردم، درست خارج از این حس کنجکاوی عقلانی، و چیزی که من کشف کردم این بود که چگونه و چه چیزی آن را نجات داد، چه چیزی هموطنان خود و یک قاره را نجات داد. من خیلی تحت‌تاثیر چیزهایی که خوانده بودم قرار گرفتم. مثل این بود که یک جنگ را کشف کرده باشم، جنگی که مردم واقعاً به تصویر کشیده نشده بودند و من دچار وسواس شدم.»
در آماده‌سازی این سریال، مازن از منطقهٔ ممنوعه چرنوبیل دیدن کرد. مازن در ابتدا تصمیم گرفت که در مراحل اولیه از لهجه‌های روسی یا اوکراینی استفاده کند ولی بعداً به جای آن از بازیگرانی با لهجههای طبیعی خود استفاده کرد و در این مورد وسواس به خرج نداد.

### ساخت
در ۲۶ ژوئیهٔ ۲۰۱۷ شبکه اچ‌بی‌او اعلام کرد که به زودی قرار است به همراه شبکه اسکای بریتانیا سریالی در مورد فاجعهٔ چرنوبیل بسازد. این سریال پنج قسمتی توسط «کریگ مازن» نوشته و توسط «یوهان رنک» کارگردانی شد. «مازن» همچنین به عنوان تولیدکننده اجرایی در کنار «کارولین استراوس» و «جین فدرستون» با «کریس فرای» و «رنک» به عنوان تولیدکننده اجرایی فعالیت کرد. در ۱۱ مارس ۲۰۱۹ اعلام شد که این مینی‌سریال در ۶ مه ۲۰۱۹ آغاز خواهد شد.
کریگ مازن در ۴ ژوئن ۲۰۱۹ اعلام کرد که نسخه‌های اصلی همهٔ فیلمنامه‌ها در حال حاضر برای دانلود به صورت فایل پی‌دی‌اف از سایت کتابخانه جان اوگست در دسترس هستند.
یک مجموعه پادکست نیز به همراه این سریال قبل از انتشار هر قسمت جدید که توسط کریگ مازن و مجری برنامه، پیتر ساگال، ضبط و اجرا شده بود نیز از شبکه اچ‌بی‌او منتشر می‌شد. از جمله گفتگوهای پادکست‌ها، چگونگی به نمایش درآوردن رویدادهای تاریخی در برابر صحنه‌های سریال و شخصیت‌های سریال بود، از جمله شخصیت‌هایی که ساختگی بودند و در واقعیت حضور نداشتند مثل یولانا خومیوک.

### بازیگران

بازیگران اصلی و عوامل چرنوبیل؛ از چپ به راست: استلان اسکارشگورد، امیلی واتسون، جرد هریس، کریگ مازن، جسی باکلی، یوهان رنک

همزمان با اعلام انتشار اولیه، تأیید شد که جرد هریس در این مجموعه نقش‌آفرینی خواهد کرد. در ۱۹ مارس ۲۰۱۸ اعلام شد که استلان اسکارشگورد و امیلی واتسون به بازیگران اصلی ملحق شده‌اند. در ماه مه سال ۲۰۱۸ اعلام شد که «پاول ریتر»، «جسی باکلی»، «آدریان راولینز» و «کان اونیل» نیز به این سریال ملحق شده‌اند.

### فیلم‌برداری

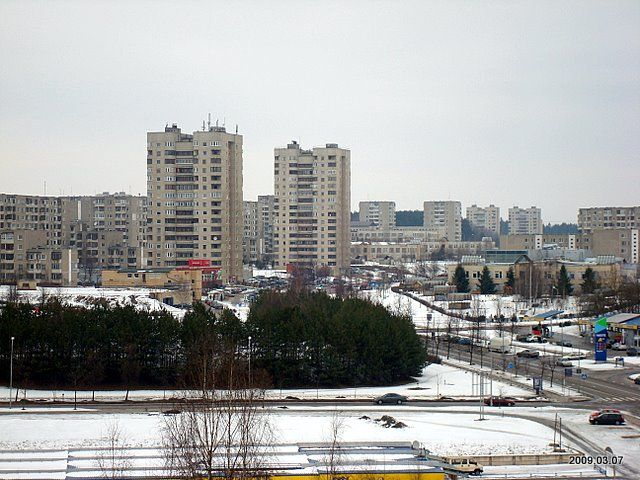
منطقهٔ اتحاد جماهیر شوروی با نام فابیژونکس (ویلنیوس، لیتوانی) که برای نشان دادن منطقهٔ پریپیات مورد استفاده قرار گرفت.

فیلم‌برداری اصلی در آوریل ۲۰۱۸ در لیتوانی آغاز شد. فیلم‌برداری اولیه در ۱۳ مه ۲۰۱۸ در فابیژونکس، یک منطقه مسکونی در ویلنیوس، لیتوانی، آغاز شد که برای به تصویر کشیدن شهر اوکراین مورد استفاده قرار گرفت. منطقه‌ها و ساختمان‌های خالی از سکنه به عنوان ساختمان‌های اصلی سریال استفاده شده‌است. «یوهان رنک»، به شدت از میزان تنوع چشم‌گیری در خانه‌های مدرن انتقاد کرد، و نگران حذف آن‌ها در تدوین بود. در پایان ماه مارس، تولید به ویساگیناس، لیتوانی کشید. از آن‌جا برای طراحی ساخت فضای نیروگاه هسته‌ای ایگنولینا استفاده شد. یک نیروگاه هسته‌ای از کار افتاده که گاهی به عنوان «خواهر چرنوبیل» از آن یاد می‌شود و به دلیل شباهت بصری آن به طراحی رآکتور هسته‌ای مورد استفاده در چرنوبیل و ایگنالینا (رآکتور هسته‌ای RBMK) به کار رفت. در اوایل ژوئن ۲۰۱۸، تولید به اوکراین منتقل شد تا صحنه‌های کوتاه نهایی ساخته شود. فیلم‌برداری چرنوبیل حدود ۱۶ هفته طول کشید.

## دقت تاریخی
مینی‌سریال چرنوبیل در به تصویر کشیدن واقعهٔ چرنوبیل و به ویژه پردازش شخصیت والری لگاسف تفاوت‌های مهمی با واقعیت تاریخی رقم زده‌است. برخلاف ادعای کلیدی سریال لگاسف به هیچ وجه یک دانشمند منزوی و غیرسیاسی نبود و در پایان به خاطر بیداری سیاسی دست به افشاگری نزد. او در واقع یکی از مخلص‌ترین چهره‌های دم و دستگاه علمی-فنی شوروی از لحاظ ایدئولوژیک به حساب می‌آمد و قائم‌مقام انستیتو کرچاتف (نهاد سازندهٔ رآکتور آر.بی.ام. کی) بود، که نه تنها محال بود هوای قهرمان‌بازی در سرش بیفتد بلکه در کل ماجرای چرنوبیل مسئولیت سازمانی داشت و باید پاسخ‌گویی می‌کرد. او برخلاف ادعای سریال هیچ تخصصی در رآکتورهای هسته‌ای نداشت و اصلاً دانشمند اتمی نبود، بلکه متخصص پرتوشیمی بود. لگاسف یک نیروی ایدئولوژیک و متعهد به آرمان‌های شوروی بود و در واقعیت نه هیچ‌گاه بازداشت شد و نه اصولاً در هیچ‌یک از جلسات دادگاه چرنوبیل شرکت کرد. مینی‌سریال چرنوبیل او را به عنوان یک فیزیکدان تهی‌دست و بی‌خانواده در آپارتمانی کوچک و رقت‌انگیز به نمایش می‌کشد، در حالی‌که او به خاطر جایگاه مهم سیاسی-علمی‌اش یک زندگی بسیار سطح بالا داشت و همراه با همسرش و دخترش در یک عمارت ویلایی دوطبقه و مجلل زندگی خوشی را می‌گذراند. اصولاً کسی نمی‌توانست فکر تهدید لگاسف را به ذهن خود خطور دهد. او چنان در مورد حفظ وجههٔ حکومت شوروی و برنامهٔ هسته‌ای آن احساس مسئولیت می‌کرد که خودش برای ارائهٔ گزارش در کنفرانس وین داوطلب شد و این مأموریت را با بهترین نتیجه به سرانجام رساند: «اکتبر ۱۹۸۶ که به مسکو بازگشت مستقیم به انستیتو کرچاتف رفت، در طبقهٔ سوم به یکی از دوستانش برخورد و از شادی فریاد زد: "پیروزی!"».
کلر کورکهیل، محقّقِ مدیریّتِ دفعِ زبالهٔ هسته‌ای در دانشگاهِ شفیلد، پروژه‌هایِ مشترکی با مردمِ اوکراین و ژاپن برایِ کمک به پاک‌سازیِ چرنوبیل و فوکوشیما انجام داده‌است. او در مصاحبه با یاهو موویز بریتانیا گفت: «اچ‌بی‌او در بیانِ ایفایِ نقشِ رآکتورهایِ هسته‌ای به مردم فوق‌العاده عمل کرده، و توضیحِ مهندسیِ هسته‌ای به مردم در یک سریالِ درام اصلاً آسان نیست ولی اچ‌بی‌او به‌طرزِ شگفت‌انگیزی از پسِ آن برآمده. من می‌خواستم در توییتر همه چیز را دربارهٔ فاجعه توضیح دهم زیرا سیاست‌مداران همه چیز را در این مدّت توضیح نداده بودند و من می‌خواستم اطّلاعاتِ مبهم را از میان بردارم تا مردم بدانند چه اتّفاقی واقعاً رخ داده‌است. اما نیازی نبود زیرا اچ‌بی‌او با این سریال تلاشِ خیلی خوبی برای توضیح دادنِ علومِ هسته‌ای و چگونگیِ وقوعِ فاجعه به مردم و حفظِ داستانِ واقعی انجام داد. اوّلین قسمت از این مجموعه با یک انفجار به‌معنایِ واقعیِ کلمه شروع شد، دقیقاً همانندِ واقعیّت، که در آن شبِ سرنوشت‌ساز در مرکزِ شهر رخ داد. آتش‌نشانانِ محلّی به‌سرعت به صحنه می‌روند، اما واضح است که آن‌ها برایِ آنچه با آن روبه‌رویَند آمادگیِ لازم را ندارند. بسیاری از اوّلین کسانی که نزدیک به تشعشعاتِ رادیواکتیو بودند ساعاتی پس از حادثه جانِ خود را از دست دادند. برخی از چیزهایی که من درباره‌شان مطمئن نبودم، در قسمتِ اوّل کاملاً آشکار و دقیق بودند، مثلاً زمانی که یکی از آتش‌نشانان یک قطعه گرافیت را برداشت و آن قطعه فوراً دست او را سوزاند، حقیقتاً من فکر نمی‌کردم که سوختگی به همین سرعت رخ دهد، فکر می‌کردم سوختگی‌ها در عرضِ چند ساعت یا چند روز ظاهر خواهند شد. ساخت و پروسهٔ امواجِ تابشیِ رادیو اکتیو وحشتناک بود و در واقع، احتمالاً خیلی بدتر از آن چیزی بود که خوانده بودم. امّا احساس می‌کنم عواملِ سریال، تا حد زیادی از آن را به مردم نشان ندادند. من چیزهایِ زیادی دربارهٔ چرنوبیل و فاجعه‌اش می‌دانستم چرا که من قبل از پخشِ سریال از آنجا دیدن کرده بودم و در تلاش برایِ فهمیدنِ این‌که چطور باید یک انفجار را مهار کنم، با مؤسّسهٔ علمیِ اوکراین، کار می‌کردم، اما چیزی دربارهٔ هزینه‌هایِ انسانی و استفاده از نیرویِ انسانی نمی‌دانستم، این چیزی بود که از این سریال آموختم.»
اسلاوا مالامود ۴۴ ساله، یک معلّمِ ریاضی است که در بالتیمور، مریلند زندگی می‌کند، او در بخشی از مولدووا به‌نامِ ترانس‌نیستریا در حدودِ ۶۰۰ کیلومتری جنوب چرنوبیل بزرگ شد و ۱۱ سال داشت که انفجار رخ داد. او گفت: «من از همان قسمتِ اوّل این سریال را تماشا می‌کردم چون اخباری از روسیه به گوشم رسیده بود مبنی بر این‌که آمریکا قصد دارد یک سریال دربارهٔ چرنوبیل بسازد. در این‌باره خیلی کنجکاو بودم. از اوّلین سکانسی که دیدم متوجّه شدم آن‌ها توجهِ فوق‌العاده‌ای به جزئیاتِ فاجعه داشته‌اند، آن‌ها نه تنها واقعیت را همانگونه که به نظر می‌رسید به تصویر کشیده بودند بلکه چگونگیِ احساساتِ آن را نیز به بیننده القا می‌کردند. دیاتلوف (ناظرِ نیروگاه) به‌عنوانِ یک فردِ سیگاری که به هیچ صراطی مستقیم نیست، از آن نوع افرادی است که هرگز با شما کنار نمی‌آیند، اما اگر اعتماد او را به‌دست آورید، بسیار مهربان، دلسوز و ازخودگذشته است. لگاسف مردی بود مانند «روشنفکرانِ» معمولی، بسیار باهوش و زیرک، همیشه نسبت به نجاتِ دنیا و چیزهایِ بزرگ‌تر در زندگی اهمّیّت می‌داد؛ و تمامِ این‌ها با دقّتِ هرچه تمام‌تر در سریال دیده می‌شد. برای من، این‌که بازیگران با لهجه‌هایِ انگلیسی و ایرلندی صحبت می‌کردند عجیب نبود. در فیلم‌هایِ جنگی شوروی، سربازانِ آلمانی به زبانِ روسی صحبت می‌کردند و بینندگان قرار بود از قوّهٔ تخیّلِ خود استفاده کنند، بنابراین ویژگی دیگری را به سریال اضافه می‌کردند که در نوعِ خود خوب بود. البتّه یک سری شاخ و برگ‌هایِ اضافی نیز در سریال وجود داشت. صحنهٔ دادگاه عمدتاً برایِ توضیح دادنِ آنچه اتّفاق افتاد بسیار چشمگیر بود، و شخصیّتِ «یولانا خومیوک» هم خیلی خوب و درست برای سریال ساخته شده بود. البتّه باید این نکته را در نظر داشت که این تغییرات یکی پس از دیگری اتّفاق نیفتاد، طیِ چند سال اتّفاق افتاد. همچنین یک سری گفتگو در سریال وجود داشت که من حس می‌کردم در دنیایِ واقعی رخ نداده‌است، برایِ مثال گفتگویِ بینِ لگاسف و شربینا که اساساً اتّحادِ جماهیرِ شوروی را درهم می‌کشند، به‌نظر کمی اغراق‌شده و شبیه به تلاش برایِ رسیدن به یک نقطهٔ مشترک است. آن‌ها هم واقعاً به سیستم کمک کرده بودند، فرشته نبودند، بلکه در اوضاعی بودند که مجبور بودند کارِ درست را انجام دهند و این مهم را به‌خوبی انجام دادند. چند نمونهٔ دیگر از این قبیل اشتباهات از دیدگاهِ داستان‌سرایی پیش آمده. به‌نظرم این موضوع که عواملِ سریال باید این همه ماه و سال و خطِ داستانی را، که هر کدام پر از حادثه بود به پنج قسمت تقسیم کنند، عاملِ به‌وجود آمدنِ این مشکلات در سریال بود.»

سرهنگ بازنشسته، ولادیمیر ویتسمنان، یکی از پاک‌کنندگان فاجعهٔ چرنوبیل

با توصیهٔ تماشایِ این سریال به پدرخواندهٔ خود، سرهنگِ بازنشسته، ولادیمیر ویتسمنان، یک موضوعی که نمی‌دانستیم آشکار شد - پدرخواندهٔ من یک پاک‌کننده بوده و دستورِ تخلیهٔ خانه‌هایِ اطرافِ چرنوبیل در مدّتِ سه هفته را داده بود. او گفت: «این سریال یک چیزِ دیوانه‌کننده بود، من نمی‌خواهم آن را تماشا کنم، چون خودم آنجا بوده‌ام». هنگامی که از او پرسیدم که چگونه با دانستنِ این موضوعات هیچ‌وقت حاضر به مصاحبه نشده‌است، او به من گفت که «خب، شما هیچ‌وقت از من نخواستید که مصاحبه کنم»، و وقتی از او خواستم دربارهٔ آن صحبت کند، گفت: «نمی‌توانم بگویم چون من یک سوگندنامه امضا کرده‌ام و نمی‌توانم آن را نقض کنم»، که این موضوع مربوط به اتّحادِ جماهیرِ شوروی بوده‌است.
علاوه بر دو شاهدِ مذکور، سازمانِ مللِ متّحد در سال ۲۰۱۷ به این نتیجه رسید که تنها ۲۵٪ یا ۵ هزار نفر از مبتلایان به سرطان در آن دوره به‌علّت حادثهٔ چرنوبیل بیمار شده بودند. در پایانِ سریال، اچ‌بی‌او ادعا کرد که افزایشِ چشمگیرِ میزانِ سرطان در سراسرِ اوکراین و بلاروس ناشی از چرنوبیل بوده.
به گفتهٔ سازمانِ بهداشتِ جهانی، ساکنانِ این دو کشور «در معرض دوز کمی بالاتر از سطح تابش‌هایِ طبیعی قرار داشتند.» در قسمتِ اوّل، دوزهایِ بالایِ تابش، باعثِ خونریزیِ سریعِ آتش‌نشانان می‌شود و در قسمتِ دوم، یک پرستار که صرفاً یک آتش‌نشان را لمس می‌کند، در ناحیهٔ دست با مشکل مواجه می‌شود اما در واقعیت به‌جز آتش‌نشان‌ها کادرِ بیمارستان تا این حد آسیب ندیده‌اند.
لئونید برشیدسکی، ژورنالیست روسیه‌ای-برلینی گفت: «صحنهٔ سقوط هلیکوپتر ناشی از تشعشعات نیز در اصل رخ نداده‌است و صرفاً یک هلیکوپتر به علت برخورد با جرثقیل، آن هم شش ماه پس از این ماجرا سقوط کرده‌است»؛ و نیز در پایان سریال، اچ‌بی‌او ادعا می‌کند، «گزارش شده‌است که افرادی که از روی پل، چرنوبیل را تماشا می‌کردند مرده‌اند و این پل به عنوان پل مرگ شناخته می‌شود. اما پل مرگ یک افسانه است و هیچ شواهدی برای حمایت از آن وجود ندارد.»

## موسیقی متن
«پل مرگ» (به انگلیسی: Bridge of Death) که به عنوان قطعه اصلی این سریال شناخته می‌شود، ۴ روز پیش از انتشار قسمت اول سریال، ۲ مه ۲۰۱۹، به صورت یک تک‌آهنگ منتشر شد. در ۳۱ مه ۲۰۱۹، کل آلبوم موسیقی متن منتشر شد.
موسیقی متن این مجموعه توسط هیلدور گودنادوتیر (به ایسلندی: Hildur Guðnadóttir) ساخته شده‌است.
در یک مصاحبه با «هیلدور» توسط کمپانی اسکور، او توضیحات جالبی راجع به روند ساخت آلبوم داد.
هیلدور گفت: «سازندگان سریال بیشتر مجموعه را در لیتوانی کار کردند، در یک نیروگاه برق از کار افتاده. پیش از این‌که سازندگان به نیروگاه بروند و فیلمبرداری را آغاز کنند، من و تهیه‌کننده‌ام آقای «کریس واتسون» به آنجا رفتیم تا قطعه‌های آلبوم را ضبط کنیم. «کریس واتسون» یک مهندس و استاد صدابرداری است که تمام فیلم‌ها و سریال‌های دیوید اتنبرو را صدابرداری کرده‌است. ما با لباس و تجهیزات ایمنی کامل و همه چیز وارد نیروگاه هسته‌ای شدیم. به آنجا رفتیم تا صداها را با صداهای طبیعیِ جاری در نیروگاه ثبت کنیم، و ما این موسیقی‌های متن را با همان صداها ساختیم. تمام صداهایی که در این آلبوم می‌شنوید از صداهای ضبط‌شده و واقعیِ این نیروگاه ساخته شده‌است.»

### فهرست آهنگ‌ها
موسیقی همهٔ ترانه‌ها توسط هیلدور گودنادوتیر ساخته شده‌است.
| موسیقی متن مینی سریال چرنوبیل | موسیقی متن مینی سریال چرنوبیل | موسیقی متن مینی سریال چرنوبیل |
| شماره                         | نام                           | مدت                           |
| ----------------------------- | ----------------------------- | ----------------------------- |
| ۱.                            | «در»                          | ۲:۴۳                          |
| ۲.                            | «پل مرگ»                      | ۴:۴۴                          |
| ۳.                            | «توربین سالن»                 | ۲:۲۸                          |
| ۴.                            | «حافظه ابدی»                  | ۴:۰۷                          |
| ۵.                            | «اتاق پمپ»                    | ۳:۴۳                          |
| ۶.                            | «پاکسازی»                     | ۱:۴۱                          |
| ۷.                            | «مقابله با تخریب»             | ۱:۵۴                          |
| ۸.                            | «انتظار برای مهندس»           | ۱:۳۱                          |
| ۹.                            | «گالری»                       | ۲:۲۳                          |
| ۱۰.                           | «۱۲ ساعت قبل»                 | ۲:۳۱                          |
| ۱۱.                           | «راهروها»                     | ۳:۱۳                          |
| ۱۲.                           | «احساس»                       | ۲:۴۸                          |
| ۱۳.                           | «تخلیه»                       | ۴:۴۳                          |
| مجموع مدت:                    | مجموع مدت:                    | ۳۸:۳۸                         |

## انتشار
چرنوبیل در ۶ مه ۲۰۱۹، از شبکهٔ اچ‌بی‌او روی آنتن رفت. یک روز بعد نیز، در بریتانیا و جمهوری ایرلند از شبکهٔ اسکای آتلانتیک به نمایش درآمد.

## سینمای خانگی
مینی سریال چرنوبیل به صورت دی‌وی‌دی‌های بلوری در ۱ اکتبر سال ۲۰۱۹ به بازار آمد. همچنین کیفیت ۴کی اولترا اچ‌دی بلوری آن نیز در تاریخ ۱ دسامبر سال ۲۰۲۰ منتشر شد.

## بازخوردها

### بازخورد منتقدان
راتن تومیتوز گزارش کرد که ۹۵٪ منتقدان نظر مثبتی دربارهٔ سریال داشته‌اند که این درصد از روی ۵۶ نقد به‌دست آمده و در مجموع امتیاز ۸٫۸۴ از ۱۰ را نصیب سریال می‌کند. در سایت متاکریتیک نیز با احتساب ۲۶ نقد، امتیازِ ۸۳ از ۱۰۰ را به خود اختصاص داده که به معنای «تحسین همگانی» است. همچنین در مجله و وبسایت فرانسوی آلوسینه، این سریال با دریافت امتیاز از ۱۳ منتقد، به امتیازِ ۴٫۱ از ۵ دست یافت و همچنین در بخش بهترین سریال‌ها، در رتبهٔ اول قرار گرفت.
هنک استوور از واشینگتن پست از آن به خاطر نشان دادن «چه اتفاقی رخ می‌دهد که دروغ گفتن به مردم به همین راحتی مورد استفاده قرار می‌گیرد» تمجید کرد.
مری سایال، چرنوبیل را به عنوان «نمایش هوشمندانه‌ای از هزینه‌ها و بهای انسانیِ سانسورها و دروغ‌های دولتی ستایش می‌کند» و دوست دارد چنین افشای مشابهی را برای فاجعه بوپال ببیند.
بن تراورس از ایندی‌وایر نوشت: «چرنوبیل برای همه نیست. با شدت انفجارش، هوای ثابت کشنده اش، می‌تواند برای تجدید حیات دوباره این فاجعه غیرقابل‌تصور، ناراحت‌کننده باشد. اما مازن و یوهان رنک یک کار با ابهت انجام می‌دهند که مردم را به این داستان پر از وحشت دعوت می‌کند. هر لحظه تهوع، هر لحظه وحشت، چه گوشت فاسد شده باشد و چه تصمیمی برای دلایل اشتباه گرفته شود، یک هدف دارد و به بیننده عاقبت دروغ را نشان می‌دهد. سریال چرنوبیل یک برنامه تلویزیونی نفس‌گیر از این فاجعه است که در چندین سطح مورد تحسین قرار خواهد گرفت.»
نورین رجا از ونیتی فایر گفت: «با چرنوبیل که در قلب بزرگ‌ترین فاجعه هسته‌ای قرن بیستم غرق شد، اچ‌بی‌او یک مینی سریال بسیار دقیق و کنترل‌شده را ارائه داد.»
آیشاتو لورن از برین دمیج: «تماشای این مجموعه بسیار سخت است، غم‌انگیز و ملال‌آور است، اما ضروری است. همه باید آن را ببینند؛ زیرا یک بخش بسیار مهم در تاریخ بشریت را این سریال به نمایش کشیده‌است».

## تاثیر
خبرگزاری رویترز گزارش می‌دهد که پخش مینی‌سریال اچ‌بی‌او موجب رشد آمار گردشگری و بازدید از چرنوبیل شده‌است. طبق اعلام دفتر خدمات مسافرتی «سولوایست» چرنوبیل حضور گردشگران در منطقه از مه ۲۰۱۹ نسبت به همین ماه در سال گذشته تا ۳۰ درصد افزایش یافته‌است. «سرگی ایوانچوک» مدیر شرکت به رویترز می‌گوید ثبت نام برای ماه‌های ژۅئن، ژوئیه و اوت نیز به دنبال پخش سریال تا ۴۰ درصد رشد داشته‌است. دفتر «چرنوبیل تور» نیز رشد مشابهی را گزارش می‌دهد.

### بازخوردها در ایران
در ۴ ژوئن ۲۰۱۹ (۱۴ خرداد ۱۳۹۸) حسام‌الدین آشنا، مشاور رئیس‌جمهور ایران، در حساب توییتر خود توییتی را منتشر کرد که در آن با اشاره به سریال چرنوبیل، سیاستمداران و رهبران سیاسی را به گرفتن درس عبرت از این سریال و دیالوگ اصلی آن یعنی جملهٔ «بهای دروغ چقدر است؟» تشویق کرده‌بود.
مسعود فراستی، منتقد سینما، در برنامهٔ هفت در روز جمعه ۱۷ خرداد ۱۳۹۸ به این توییت آشنا واکنش نشان داد و ضمن مخالفت با تمجید او از چرنوبیل و اظهار نظر در حوزهٔ سینما، گفت «سریال چرنوبیل سریال بدی است». او دلیل این نظر خود را اینگونه عنوان کرد: «موضوع آن خیلی التهاب دارد و این موضوع ملتهب، تبدیل شده‌است به یک مینی سریال چند قسمتی تیپیکال مبتذل که قادر نیست مسئله‌ای به این جدیت را برای ما تبدیل کند به چیزی که ببینیم، حس بگیریم و احیاناً از آن بیاموزیم».
حسین معززی‌نیا، منتقد سینما، در تاریخ ۱۹ خرداد ۱۳۹۸ طی یادداشتی در وبگاه خبر آنلاین، اظهارات مسعود فراستی و منع حسام‌الدین آشنا از ورود به مبحث سینما توسط او را مورد انتقاد شدید قرار داد. او در یادداشت خود چرنوبیل را یک «سریال خوب» دانسته و گفت «چرنوبیل توانسته یک موقعیت ملتهب را جوری بازسازی کند که ما حس‌اش کنیم».

### بازخوردها در روسیه
مسکو تایمز گزارش داد که رسانه‌های مختلف کرملین از سریال چرنوبیل به عنوان «کاریکاتور» یاد کرده‌اند و ان‌تی‌وی یکی از کانال‌های تلویزیونی دولتی، برنامه‌ریزی خود را برای ساخت فیلم یا سریال چرنوبیل آغاز کرده‌است. اما در این نسخه احتمالاً همه چیز به آمریکا مرتبط است و قرار است به نقش سازمان سیا در مورد این حادثه پرداخته شود.
الکسی موآدوف، تولیدکنندهٔ سریال یا فیلم چرنوبیل ساخت روسیه، به روزنامهٔ «مسکو» گفت که اثر او برپایهٔ یک تئوری توطئه استوار است. در این سناریو آمریکایی‌ها به نیروگاه هسته‌ای چرنوبیل نفوذ کرده‌اند و احتمالاً در انفجار این نیروگاه نیز دست داشته‌اند. او گفت: «بسیاری از مورخان انکار نمی‌کنند که در روز انفجار، عامل سرویس‌های دشمن در ایستگاه حضور داشته‌است.»
جدا از این‌که تلویزیون ملی روسیه اعلام کرده نسخهٔ متفاوتی از واقعه را با حضور یک مأمور سی‌آی‌ای در دل قصه روایت خواهد کرد، کمونیست‌های روسیه پنجشنبه شب از سازمان تنظیم مقررات این کشور درخواست کردند تا دسترسی مردم را به این سریال «تهوع‌آور» محدود کند. این حزب مارکسیست-لنینیست که نباید با حزب قدرتمندتر کمونیست‌های روسیه اشتباه گرفته شود، می‌خواهد نویسنده، کارگردان و تهیه‌کنندگان سریالی که به ادعای آنان از یک تراژدی به عنوان ابزاری برای فریب ایدئولوژیک استفاده کرده و رژیم و مردم شوروی را پلید و شیطانی به تصویر کشیده‌است، به صورت قانونی به نشر اکاذیب متهم کند.

### رکورد بینندگان
گزارش‌ها بسیاری در مورد اینکه مینی‌سریال «چرنوبیل» شبکهٔ اچ‌بی‌او چگونه به پدیده‌ای بین‌المللی تبدیل شده و توجه مخاطبان سراسر دنیا را به خود جلب کرده منتشر شده، اما این آمار و ارقام است که از تأثیر حقیقی داستان فاجعهٔ تأسیسات هسته‌ای چرنوبیل در سال ۱۹۸۶ حکایت می‌کند.
در آستانهٔ رأی‌گیری برای انتخاب نامزدهای مراسم امی، آمار بینندگان سریال «چرنوبیل» از «بازی تاج‌وتخت» عبور کرده و تا مرز دستیابی به رکورد «کارآگاه حقیقی» پیش رفته‌است. به عبارت دقیق‌تر، سریال درام تاریخی «چرنوبیل» به نویسندگی «کرگ مازن» در مجموع ۸ میلیون بیننده را جذب کرده‌است.
سریال «اشیاء تیز» شبکه با بازی «ایمی آدامز» که تابستان گذشته در قالب ۸ اپیزود پخش شده بود ۷٫۳ میلیون بیننده داشت، در حالی که «چرنوبیل» هنوز با رکورد ۸٫۵ میلیونی فصل اول «دروغ‌های بزرگ کوچک» در اوایل سال ۲۰۱۷ فاصله دارد، اما هر لحظه ممکن است رکورد کلی ۸٫۱ میلیونی فصل سوم «کارآگاه حقیقی» را پشت سر بگذارد. نباید فراموش کرد که سریال‌های رقیب «چرنوبیل» در شب‌های پربیننده یکشنبه پخش شده‌اند.
حدود ۳۵ درصد از این بینندگان، سریال «چرنوبیل» را از طریق شبکهٔ کابلی اچ‌بی‌او حدود ۱۳ درصد با سرویس‌های وی‌اودی و ۵۲ درصد از سرویس‌های آنلاین HBO GO و HBO Now و دیگر سرویس‌های استریمینگ مشاهده کردند. رقم آخر برای اچ‌بی‌او یک رکورد جدید به‌شمار می‌آید. تاکنون هیچ سریال دیگری از این شبکه موفق نشده بود بیش از ۵۰ درصد بینندگانش را از طریق پلتفورم‌های دیجیتال جذب کند. مطابق انتظار، این رکورد پیش از این به «بازی تاج‌وتخت» با ۴۶ درصد اختصاص داشت، حتی در فصل هشتم و پایانی آن.

### رتبه‌بندی ایالات متحده آمریکا
| شماره | عنوان                        | تاریخ پخش   | رتبه‌بندی (۱۸–۴۹) | بینندگان (میلیون) | DVR (۱۸–۴۹) | بینندگان DVR (میلیون) | مجموع (۱۸–۴۹) | مجموع بینندگان (میلیون) |
| ----- | ---------------------------- | ----------- | ---------------- | ----------------- | ----------- | --------------------- | ------------- | ----------------------- |
| 1     | «۱:۲۳:۴۵»                    | ۶ مه ۲۰۱۹   | ۰٫۲              | ۰٫۷۵۶             | ن/م         | ن/م                   | ن/م           | ن/م                     |
| 2     | «لطفاً آرامش خود را حفظ کنید» | ۱۳ مه ۲۰۱۹  | ۰٫۳              | ۱٫۰۰۴             | ۰٫۲         | ۰٫۷۱۶                 | ۰٫۵           | ۱٫۷۲۱                   |
| 3     | «حفاری گسترده، روی زمین»     | ۲۰ مه ۲۰۱۹  | ۰٫۳              | ۱٫۰۶۳             | ۰٫۲         | ۰٫۷۲۷                 | ۰٫۵           | ۱٫۷۹۱                   |
| 4     | «شادی تمام آدمیان»           | ۲۷ مه ۲۰۱۹  | ۰٫۳              | ۱٫۱۹۳             | ۰٫۳         | ۰٫۸۰۹                 | ۰٫۶           | ۲٫۰۰۳                   |
| 5     | «حافظه ابدی»                 | ۳ ژوئن ۲۰۱۹ | ۰٫۳              | ۱٫۰۸۹             | ۰٫۳         | ۰٫۹۷۴                 | ۰٫۶           | ۲٫۰۶۴                   |

### جوایز و نامزدی‌ها
| جایزه                          | بخش                                                                      | نامزد(ها) | نتیجه    | منبع             |
| ------------------------------ | ------------------------------------------------------------------------ | --------- | -------- | ---------------- |
| سی و پنجمین دوره جوایز تی‌سی‌ای  | سریالِ سال                                                                | چرنوبیل   | نامزدشده | [ ۶۶ ]           |
| سی و پنجمین دوره جوایز تی‌سی‌ای  | بهترین دستاورد در فیلم‌ها و مینی‌سریال‌ها                                   | چرنوبیل   | برنده    | [ ۶۶ ]           |
| بیستمین دوره جایزه تریلر طلایی | بهترین اثر دلهره آور/ترسناک (در بخش تبلیغ تلویزیونی، تریلر و تیزر سریال) | چرنوبیل   | برنده    | [ نیازمند منبع ] |

## واژگان
1. ↑  Craig Mazin
2. ↑  Johan Renck
3. ↑  Svetlana Alexievich
4. ↑  Alexei Ananenko
5. ↑  Valeri Bezpalov
6. ↑  Boris Baranov
7. ↑  Valery Legasov
8. ↑  Boris Shcherbina
9. ↑  Vasily Ignatenko
10. ↑  Lyudmilla Ignatenko
11. ↑  Mikhail Gorbachev
12. ↑  Anatoly Dyatlov
13. ↑  Aleksandr Akimov
14. ↑  Leonid Toptunov
15. ↑  Nikolai Fomin
16. ↑  Viktor Bryukhanov
17. ↑  Pavel Gremov
18. ↑  Nikolai Tarakanov
19. ↑  Vladimir Pikalov
20. ↑  Andrei Glukhov
21. ↑  Viktor Charkov
22. ↑  Bacho
23. ↑  Andrei Stepashin
24. ↑  Vyacheslav Brazhnik
25. ↑  Viktor Proskuryakov
26. ↑  Zharkov
27. ↑  Svetlana Zinchenko
28. ↑  Boris Stolyarchuk
29. ↑  Igor Kirschenbaum
30. ↑  Anatoly Sitnikov
31. ↑  Valery Perevozchenko
32. ↑  Mikhail Shchadov
33. ↑  Milan Kadnikov
34. ↑  Valery Khodemchuk
35. ↑  Carolyn Strauss
36. ↑  Jane Featherstone
37. ↑  Chris Fry
38. ↑  Ulana Khomyuk
39. ↑  Fabijoniškės